# Úrvalsdeild 1942
Thống kê của Úrvalsdeild mùa giải 1942.

## Tổng quan
Có 5 đội tham gia, và Valur giành chức vô địch. Ellert Sölvason của Valur là vua phá lưới với 6 bàn thắng.

## Bảng xếp hạng
| Vị thứ | Câu lạc bộ | St | T | H | B | BT | BB | HS | Đ |
| 1      | Valur      | 4  | 3 | 0 | 1 | 11 | 5  | +6 | 6 |
| 2      | Fram       | 4  | 3 | 0 | 1 | 7  | 7  | +0 | 6 |
| 3      | KR         | 4  | 2 | 0 | 2 | 7  | 6  | +1 | 4 |
| 4      | ÍBV        | 4  | 1 | 0 | 3 | 4  | 9  | -5 | 2 |
| 5      | Víkingur   | 4  | 1 | 0 | 3 | 3  | 6  | +0 | 2 |